# 野崎ふみこ
野崎 ふみこ（のざき ふみこ、1956年12月17日 - ）は、漫画家。
代表作に『オリーブと3人ポパイ』など。1977年、「少女コミック」（小学館）でデビュー。

## 作品リスト
- あぶない日曜日
- オリーブと3人ポパイ
- きっと会える
- 恋▽しています?
- MAMA2 -ママママ-
- NUDE
- あなたの女、私の男
- 神さまの贈りもの
- よろしく！マリーン
- フォーシーズン
- You are a father！
- ぜんぶ忘れ、た。
- 世界でいちばん好きな人
- 家族をつくろう！
- ヨルノセイカツ
- ホスピめし みんなのごはん
- ベーグル食べない？〜幸せカフェごはん〜
- ホテルはメイドでできている
- ホスピめし 2nd Season
- 食べもの愛がハンパない！
- たまこ定食 注文のいらないお店
- 心のイタリアごはん